# Полутранзитивный граф
Полутранзитивный граф — это граф, который и вершинно-транзитивен, и рёберно-транзитивен, но не симметричен. Другими словами, граф полутранзитивен, если его группа автоморфизмов действует транзитивно как на вершины, так и на рёбра, но не на упорядоченные пары связанных вершин.
Любой связный симметричный граф должен быть вершинно-транзитивен и рёберно-транзитивен. Обратное верно для графов нечётной степени, так что полутранзитивные графы нечётной степени не существуют. Однако существуют транзитивные графы чётной степени. Наименьшим полутранзитивным графом является граф Холта степени 4 с 27 вершинами.